# Споменик деспоту Стефану Лазаревићу (Београдска тврђава)
Споменик деспоту Стефану Лазаревићу је споменик у Београду израђен од бронзе. Налази се на платоу Горњег града Београдске тврђаве.

## Подизање споменика
Споменик је подигнут 1981. године и посвећен Стефану Лазаревићу витезу, војсковођи и владару Србије, за чије време је Београд први пут постао престоница српске државе, 1405. године. Статуа је изграђена од бронзе, висине је 360 cm укључујући постамент висине 40 cm. Споменик је изградио београдски вајар Небојша Митрић.

## Галерија
- Натпис код споменика